# 세화양조
세화양조는 대한민국의 기업이다. 1대 회장은 최세환, 3대 회장: 최보정이다. 1953년 12월 1일 창립된 대한민국 대구광역시 교동에 위치했던 주류 기업이다.